# 小山薫
小山 薫（こやま かおる、1955年2月21日 - 2006年6月8日）は日本の作曲家。
東京都板橋区に生まれる。東京藝術大学卒業、同大学院修了。石桁眞禮生、丸田昭三、松村禎三、浦田健次郎に師事。第47回日本音楽コンクール作曲部門第2位、日本交響楽振興財団第8回作曲賞佳作。宇都宮大学教授、東京藝術大学講師を務めた。父は書家の小山天舟。

## 代表作品

### 管弦楽曲
- Sinfonia Concertante―四重協奏曲― （1978年／1996年改訂）
- ヴァイオリン協奏曲 （1985年／1994年改訂）
- 射干玉（ぬばたま）第6番 （1990年／1992年改訂）
- Kira―横笛とオーケストラのために― （1991年／1993年改訂）
- ロンド・アラベスク―室内オーケストラのために― （2003年）

### 室内楽曲・独奏曲
- 射干玉II （1977年／1980年改訂）
- 無伴奏ヴァイオリンのためのアリオーソ （1987年／1988年、1998年改訂）
- レクイエム―独奏ピアノのために― （1997年／1999年改訂）
- ソナーレ―ヴァイオリンとピアノのために― （1999年／2001年改訂）

### 声楽曲
- レクイエム―ソプラノと13奏者のために― （1977年／1981年、1995年改訂）
- 終焉の歌 第二番 （1979年）

### 編曲
- おてもやん―尺八とオーケストラのために― （2004年）
- こきりこ―声とオルガンのために―